# Hasselö, Oxelösunds kommun
Hasselö är en ö i Sankt Nicolai socken och Oxelösunds kommun, söder om Ålö och väster om Bergö.
Hasselö omtalas första gången i Kristoffer av Bayerns privilegiebrev där ett flertal öar gavs åt borgarna i Nyköping med rätt att bedriva fiske där. I brevet kallas ön för Ytterhasselön, troligen för att skilja den från Hasselö i 
Skanssundet. Ön har sedan tillhört Nyköpings kommun, men såldes senare till Oxelösunds kommun. Ön hade bosatta fiskare åtminstone från 1700-talet, till fiskargården hörde även jordbruk, med tre tunnland jord på Hasselö och ett tunnland på Bergö intill. Fåren hölls i bete på Stora Äspskär och Stora Trässö. Ett sommarhus uppfördes även på ön i slutet av 1800-talet av Gustaf Lundqvist som var stadsläkare i Nyköping. Ytterligare ett sommarhus uppfördes senare av Edmund Lennmalm i Nyköping. Jordbruket på ön upphörde på 1950-talet, och familjen övertog i stället undantagsstuga som sommarhus. Kommunen kom hyra ut även bostadshuset som sommarhus.